# Margarita Naseau
Margarita Naseau (a veces escrito " Nezot "), apodada la " primera hija de la caridad ", nació el 6 de julio de 1594 y murió a finales de febrero de 1633.

## Biografía
Una joven pastora de Suresnes, cerca de París, quería aprender a leer y escribir para poder enseñar a las niñas de los pueblos de los alrededores. Compró un alfabeto y, preguntando al párroco de Suresnes, al vicario y a cualquiera que supiera leer cómo se pronunciaban las letras y las palabras, logró aprender a leer. Las burlas de quienes la rodeaban no hicieron más que reforzar su determinación, a pesar de los ayunos forzados y las largas caminatas por el campo.
En Villepreux conoció a San Vicente de Paúl, quien la presentó a Santa Luisa de Marillac. Margarita Naseau pronto se convirtió en una colaboradora cercana de San Vicente de Paúl, quien la consideraba la "primera hermana de la caridad" en la nueva congregación religiosa que fundó en 1633 con Santa Luisa de Marillac : las "Hijas de la Caridad de San Vicente de Paúl". Como maestra o enfermera, dedicó toda su vida a ayudar a los más pobres, que no faltaban al comienzo de la Guerra de los Treinta Años .
No dudó en ceder su cama en Saint-Nicolas-du-Chardonnet a un enfermo de la peste, de quien pronto contrajo la enfermedad. Se despidió con alegría de la comunidad y simplemente se dirigió al hospital Saint-Louis (París), donde falleció poco después, a los 39 años.

En Suresnes, una plaza lleva su nombre y dos vitrales están dedicadas a ella en la Iglesia del Inmaculado Corazón de María  :

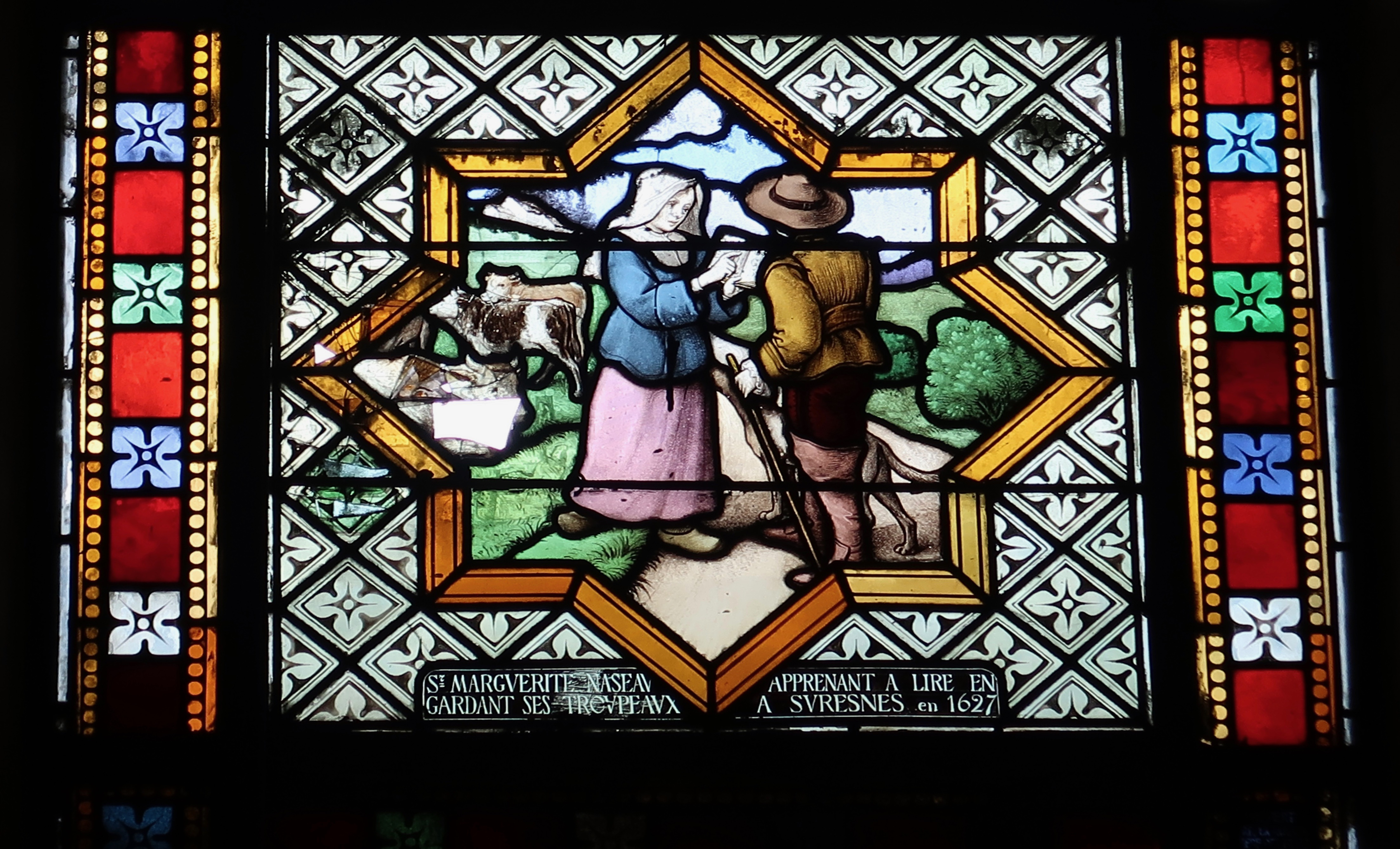
"Sor Margarita Naseau aprendiendo a leer mientras vigilaba sus rebaños en Suresnes en 1627".
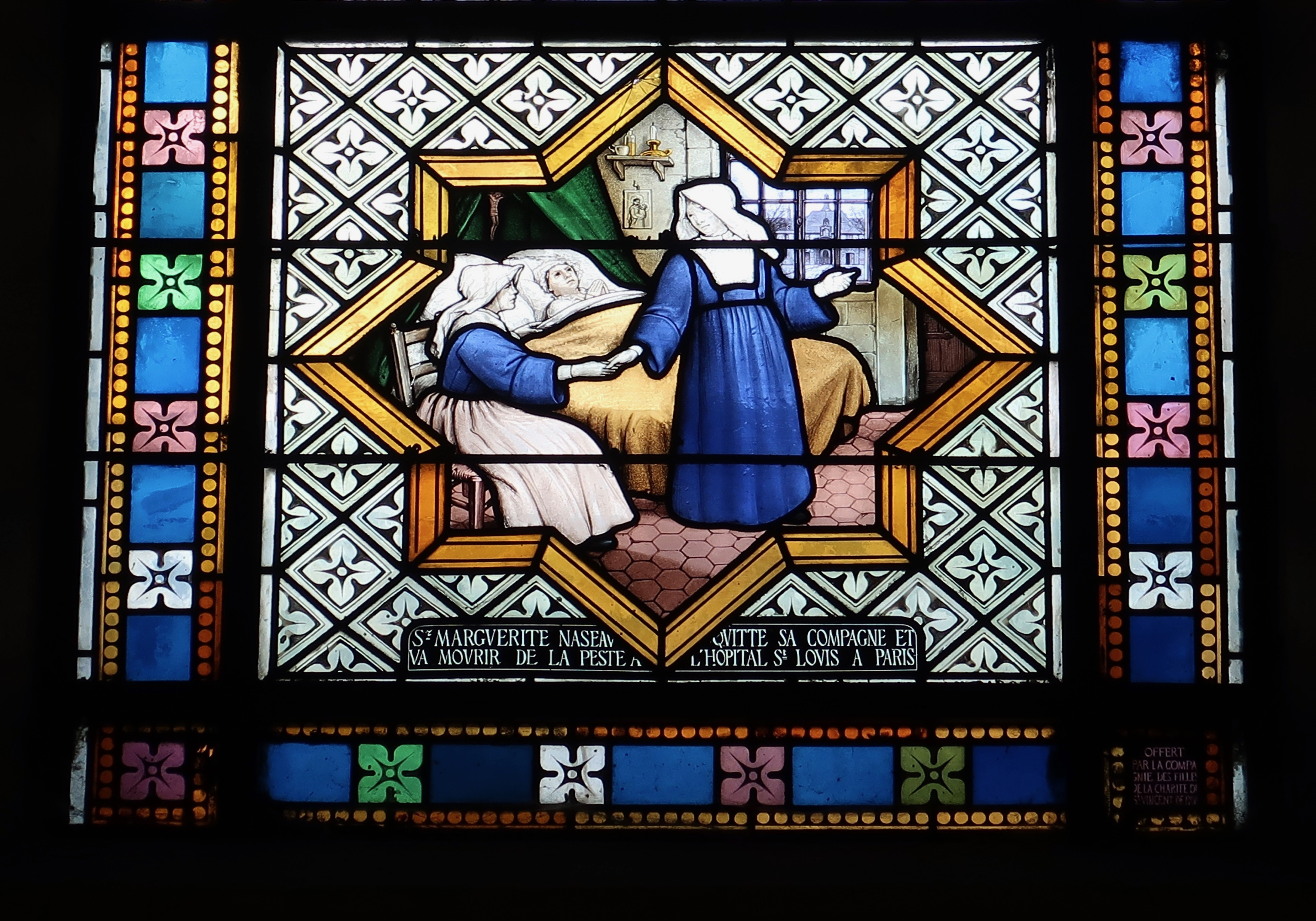
"Sor Margarita Naseau abandona a su compañero y muere de peste en el hospital Saint-Louis de París".

En Clichy, un colegio católico, inaugurado en 2020, lleva su nombre: "Sor Margarita", y un vitral (de principios del siglo XXI) de la iglesia de Saint-Médard está dedicada a ella.
El obispo de Nanterre desea la apertura de su proceso de canonización. El 16 de enero de 2020, la Congregación para las Causas de los Santos autorizó la transferencia de competencias de la Diócesis de París a la Diócesis de Nanterre para este fin  .